# Severino Rigoni
Severino Benedetto Rigoni (ur. 3 października 1914 w Gallio, zm. 4 grudnia 1992 w Padwie) – włoski kolarz torowy i szosowy, srebrny medalista olimpijski.

## Kariera
Największy sukces w karierze Severino Rigoni osiągnął w 1936 roku, kiedy wspólnie z Mario Gentilim, Armando Latinim i Bianco Bianchim zdobył srebrny medal w drużynowym wyścigu na dochodzenie podczas igrzysk olimpijskich w Berlinie. Był to jedyny medal wywalczony przez Rigoniego na międzynarodowej imprezie tej rangi, był to także jego jedyny start olimpijski. Wielokrotnie stawał na podium zawodów cyklu Six Says, w tym pięciokrotnie zwyciężał. Pięciokrotnie również zdobywał medale torowych mistrzostw kraju, przy czym w 1935 roku zwyciężył w sprincie amatorów. Startował również w wyścigach szosowych, ale nie odnosił większych sukcesów. Nigdy nie zdobył medalu na szosowych ani torowych mistrzostwach świata.